# チオ酢酸エチル
チオ酢酸エチル（チオさくさんエチル、英: Ethyl thioacetate）は、化学式C4H8OSで表される有機硫黄化合物。主に食品用香料として用いられる。

## 用途
香料として飲料、冷菓、キャンディ、焼菓子、チューインガム、ピクルス、スープ、ミートソース、乳製品などに1.0ppmほど使用される。 